# Vivat!-Quadrille
Vivat!-Quadrille, op. 103, är en kadrilj av Johann Strauss den yngre. Den spelades första gången den 3 oktober 1851 i Wien.

## Historia
Kadriljen komponerades till kejsare Frans Josefs namnsdag och hade också premiär vid detta tillfälle (den 3 oktober 1851 vid en fest i Volksgarten i Wien). Musiken var ännu ett försök från Strauss att närma sig det kejserliga huset och få omvärlden att glömma hans tidigare sympatier för revolutionerna 1848. Hans ansträngningar var framgångsrika. Redan från karnevalen 1852 fick han dirigera dansmusik i Hofburg. 1863 blev han utnämnd till "Hovbalsmusikdirektör".
Tidskriften "Theaterzeitung" skrev den 5 oktober en kort rapport från festivalen: "Strauss hade en ny kadrilj för kvällen: 'Vivat!' innehåller charmiga originalmotiv och är mycket originellt instrumenterad, så att den mångtaliga allmänheten krävde en upprepning av den fyra gånger." I österrikisk dialekt var "Vivat!" ett glädjeutrop av typen "Hurra!".

## Om kadriljen
Speltiden är ca 5 minuter och 6 sekunder plus minus några sekunder beroende på dirigentens musikaliska tolkning.

## Weblänkar
- Dynastin Strauss 1851 med kommentarer om Vivat!-Quadrille.
- Vivat!-Quadrille i Naxos-utgåvan.